# Інґе де Брюїн
Інґе де Брюїн  (нід. Inge de Bruijn, 24 серпня 1973) — нідерландська плавчиня, олімпійська чемпіонка.

## Виступи на Олімпіадах
| Олімпіада      | Дисципліна                            | Місце |
| -------------- | ------------------------------------- | ----- |
| Барселона 1992 | плавання на 50 метрів вільним стилем  | 8     |
| Барселона 1992 | естафета 4 × 100 вільним стилем       | 5     |
| Барселона 1992 | плавання на 100 метрів, батерфляй     | 9     |
| Барселона 1992 | комплексна естафета 4 × 100           | 8     |
| Сідней 2000    | плавання на 50 метрів вільним стилем  | 1     |
| Сідней 2000    | плавання на 100 метрів вільним стилем | 1     |
| Сідней 2000    | естафета 4 × 100 вільним стилем       | 2     |
| Сідней 2000    | плавання на 100 метрів, батерфляй     | 1     |
| Афіни 2004     | плавання на 50 метрів вільним стилем  | 1     |
| Афіни 2004     | плавання на 100 метрів вільним стилем | 2     |
| Афіни 2004     | естафета 4 × 100 вільним стилем       | 3     |
| Афіни 2004     | плавання на 100 метрів, батерфляй     | 3     |
| Афіни 2004     | комплексна естафета 4 × 100           | 6     |

## Зовнішні посилання
- Досьє на sport.references.com [Архівовано 12 лютого 2009 у Wayback Machine.]

1. ↑  https://www.olympic.org/inge-de-bruijn